# 10e cérémonie des Empire Awards
La 10e cérémonie des Empire Awards a été organisée en 2005 par le magazine britannique Empire, et a récompensé les films sortis en 2004.
Les récompenses sont votées par les lecteurs du magazine.

## Palmarès
Note : les gagnants sont indiqués en premier de chaque catégorie et typographiés en gras.

### Meilleur film
- La Mort dans la peau (The Bourne Supremacy)
  - Collatéral (Collateral)
  - Kill Bill : Volume 2
  - Spider-Man 2
  - Les Indestructibles (The Incredibles)

### Meilleur film britannique
- Shaun of the Dead
  - Bridget Jones : L'Âge de raison (Bridget Jones: The Edge of Reason)
  - Dead Man's Shoes
  - Délires d'amour (Enduring Love)
  - Layer Cake

### Meilleur acteur
- Matt Damon pour le rôle de Jason Bourne dans La Mort dans la peau (The Bourne Supremacy)
  - Tom Cruise pour le rôle de Vincent dans Collatéral (Collateral)
  - Jim Carrey pour le rôle de Joel Barish dans Eternal Sunshine of the Spotless Mind
  - Johnny Depp pour le rôle de James M. Barrie dans Neverland (Finding Neverland)
  - Tobey Maguire pour le rôle de Peter Parker dans Spider-Man 2

### Meilleur acteur britannique
- Paddy Considine pour le rôle de Richard dans Dead Man's Shoes
  - Rhys Ifans pour le rôle de Jed dans Délires d'amour (Enduring Love)
  - Daniel Craig pour le rôle du héros dans Layer Cake
  - Simon Pegg pour le rôle de Shaun dans Shaun of the Dead
  - Paul Bettany pour le rôle de Peter Colt dans La Plus Belle Victoire (Wimbledon)

### Meilleure actrice
- Julie Delpy pour le rôle de Céline dans Before Sunset
  - Cate Blanchett pour le rôle de Katharine Hepburn dans Aviator (The Aviator)
  - Kirsten Dunst pour le rôle de Mary Jane Watson dans Spider-Man 2
  - Bryce Dallas Howard pour le rôle d'Ivy Walker dans Le Village (The Village)
  - Uma Thurman pour le rôle de Beatrix Kiddo dans Kill Bill : Volume 2

### Meilleure actrice britannique
- Kate Winslet pour le rôle de Clementine Kruczynski dans Eternal Sunshine of the Spotless Mind
  - Kate Ashfield pour le rôle de Liz dans Shaun of the Dead
  - Keira Knightley pour le rôle de Guenièvre dans Le Roi Arthur (King Arthur)
  - Samantha Morton pour le rôle de Claire dans Délires d'amour (Enduring Love)
  - Imelda Staunton pour le rôle de Vera Drake dans Vera Drake

### Meilleur réalisateur
- Sam Raimi pour Spider-Man 2
  - Michel Gondry pour Eternal Sunshine of the Spotless Mind
  - Michael Mann pour Collatéral (Collateral)
  - M. Night Shyamalan pour Le Village (The Village)
  - Quentin Tarantino pour Kill Bill : Volume 2

### Meilleur réalisateur britannique
- Matthew Vaughn pour Layer Cake
  - Shane Meadows pour Dead Man's Shoes
  - Roger Michell pour Délires d'amour (Enduring Love)
  - Edgar Wright pour Shaun of the Dead
  - Paul Greengrass pour La Mort dans la peau (The Bourne Supremacy)

### Meilleure scène
- Délires d'amour (Enduring Love) pour la séquence du ballon
  - Kill Bill : Volume 2 pour le combat entre La Mariée et Elle
  - Shaun of the Dead pour les scènes des archives et des zombies
  - Spider-Man 2 pour le combat de Spiderman contre le Dr Octopus dans le train
  - La Mort dans la peau (The Bourne Supremacy) pour la course-poursuite de Moscou

### Meilleur espoir
- Freddie Highmore (acteur) pour le rôle de Peter Llewelyn Davies dans Neverland
  - Zach Braff (réalisateur, scénariste et acteur) pour Garden State
  - Bryce Dallas Howard (acteur) pour le rôle d'Ivy Walker dans Le Village (The Village)
  - Sienna Miller (actrice) pour le rôle de Nikki dans Irrésistible Alfie et pour le rôle de Tammy dans Layer Cake
  - Matthew Vaughn (réalisateur, scénariste) pour Layer Cake

### Special Award
- Eric Fellner et Tim Bevan (Working Title Films) pour leur contribution au cinéma britannique
- Quentin Tarantino, « icône de la décennie  »

### Inspiration Award
- Pixar

### Independent Spirit Award
- Kevin Smith